# Lycées français de Kaboul
Le lycée Esteqlal et le lycée Malalaï, situés à Kaboul, sont deux établissements scolaires publics afghans où le français est la langue étrangère enseignée à tous les élèves.

## Historique
Fondé sous l’impulsion du roi Amanullah en 1922 sous le nom d'École Amaniya, puis en 1932 sous son nom actuel, le lycée Esteqlal (« indépendance ») a été partiellement détruit par les talibans puis reconstruit et rouvert à la rentrée de mars 2002.
Ce même roi progressiste et moderniste fut également à l'origine de la première école pour filles, Mastourat, en 1921. Cette école fut fermée entre 1928 et 1932, rouvrit en 1932 sous l’impulsion du nouveau roi Nader Shah et devient un lycée pour jeunes filles en 1939, sous la direction d'une enseignante française. L’enseignement du français y est dispensé dès la première année du primaire, à raison de 7 heures par semaine.
En 1942, l’école emménage dans des nouveaux locaux et devient le lycée Malalaï, nommé d’après Malalai Anaa, une héroïne de la résistance afghane contre les Anglais en 1880, pendant la seconde guerre anglo-afghane,.
Les deux lycées Esteqlal et Malalaï bénéficient à partir de 2002 d'un appui de la coopération française (mise à disposition de personnel, réhabilitation des locaux, équipements divers).
Le 11 décembre 2014, le Centre culturel est victime d'un attentat-suicide par les talibans alors que l'Institut national afghan de musique donne un concert. Le bilan de l'attentat est d'au moins trois morts et de nombreux blessés.

## Élèves notables
- S. M. le roi Mohammad Zaher Shah
- L'ancien prince-héritier Ahmad Shah
- La princesse Belqis, fille aînée du roi Zaher (lycée Malalaï)
- Le prince Nader (deuxième fils du roi Zaher)
- Le commandant Ahmed Chah Massoud
- L’écrivain Atiq Rahimi, lauréat du prix Goncourt
- La romancière Spôjmaï Zariâb (lycée Malalaï)
- Ravan A. G. Farhâdi, ancien ambassadeur d’Afghanistan aux Nations unies, écrivain, chercheur en littérature persane, ancien professeur à la Sorbonne et à Berkeley
- Nour Ahmad Etemadi (1921-1979), ancien Premier ministre exécuté sous le régime communiste.
- Le Dr Said Abdullah Said, pharmacien, doyen fondateur de la faculté de pharmacie de Kaboul
- Zemaryalaï Tarzi, archéologue, professeur à l'université de Strasbourg
- Mohammad Akram Khan, ancien ministre de l'Éducation et ancien ambassadeur d'Afghanistan en France
- Nanguyalai Tarzi (en), diplomate afghan et ancien haut fonctionnaire des Nations-unies, anciennement Observateur permanent de l'Organisation de la Conférence islamique à l'ONU, ancien ambassadeur d'Afghanistan au Pakistan, Inde, Suisse et représentant d'Afghanistan à l'ONU - Genève.
- Mohammad Amin Farhang, ancien ministre du Commerce d’Hamid Karzai
- Ahmad Zia Malek-Asghar, ancien directeur général du campagne nationale d'alphabétisation et membre du conseil supérieur du ministère de l'Éducation nationale (sous Daoud Khan).
- Sayed Qassem Rechtya, homme politique, ancien ministre de l'Information et de la Culture, ancien ambassadeur d’Afghanistan en Tchécoslovaquie, en Egypte et au Japon
- Mir Mohammad Sidiq Farhang, homme politique et historien.
- Zalmai Rassoul, ancien ministre des Affaires étrangères.
- Homayoun Tandar, ambassadeur au Royaume Uni, auprès de la CEE à Bruxelles.
- Amin Wardak, ancien commandant de la résistance afghane contre les Soviétiques.
- Homayoun Assefi, diplomate, juriste et homme politique.
- Mohammad Kassem Fazelly, juriste, ancien doyen de la faculté de droit, ancien directeur général de la Poste, ancien ministre-conseiller de Karzai et ambassadeur auprès de l'UNESCO et de l'ISESCO (2010-2015).
- Dr Abdul Wassé Bacharyar, ancien haut fonctionnaire des Nations unies et d'Afghanistan.
- La femme politique Anahita Ratebzad.